# Lagopus muta saturata
Lagopus muta saturata es una subespecie  de la familia Tetraonidae en el orden de los Galliformes. 

## Distribución geográfica
Se encuentra al noroeste de Groenlandia.